# 경주 배씨
경주 배씨(慶州 裵氏)는 경상북도 경주시를 본관으로 하는 한국의 성씨이다.
시조 배지타(裵祗陀)는 신라 6촌 중 금산가리촌(金山加利村)의 촌장으로 신라의 개국 공신이다. 배씨(裵氏) 성을 하사받아 배씨의 시조가 되었다. 중시조 배현경(裵玄慶)은 태봉의 궁예(弓裔)의 군장(軍將)으로 활약하다가 신숭겸(申崇謙), 복지겸(卜智謙), 홍유(洪儒) 등과 더불어 궁예를 축출하고, 고려 태조 왕건(王建)을 옹립하는데 큰 공을 세워 개국일등공신(開國一等功臣)에 올랐다.

## 본관
경주(慶州)는 경상북도 남동부에 위치한 지명으로 기원전 57년에 6촌(六村)이 연합하여 고대국가를 형성, 국호를 서라벌(徐羅伐)·사로(斯盧)·사라(斯羅)로 하고, 수도를 금성(金城)이라 하였다. 1413년(태종 13) 계림부를 경주부로 개칭한 이후 1895년(고종 32) 군면 폐합으로 경주군이 되었고, 1955년 경주읍과 내동면 전역, 천북면과 내남면 일부가 통합되어 경주시로 승격했으며, 경주군은 월성군으로 개칭되었다. 1989년에는 월성군이 경주군으로 개칭되었다. 1995년에는 경주군과 통합하여 시로 승격하였다.

## 분파
- 분성파(盆城派) : 배원룡(裵元龍)
- 성주파(星州派) : 배인경(裵仁慶)
- 달성파(達城派) : 배운룡(裵雲龍)
- 흥해파(興海派) : 배경분(裵景分)
- 곤산파(昆山派) : 배맹달(裵孟達)
- 처사공파(處士公派) : 배충과(裵忠果)
- 성산 복야공파(星山 僕射公派) : 배영찬(裵英贊)
- 화순 진사공파(和順 進士公派) : 배연순(裵練循)
- 함흥 교서공파(咸興 校書公派) : 배덕수(裵德秀)
- 협계 합문사인공파(俠溪 閤門舍人公派) :배진(裵縉)
- 남해 감사공파(南海 監司公派) :배순(裵循)

## 정치인
- 배현경 - 고려 개국공신.
- 배련 - 조선 초기 도화서의 화원으로, 실경산수화와 인물화를 잘 그렸다. 벼슬은 호군에 이르렀다.
- 배유화 - 조선시대에 의금부 도사를 지냈다. 시문집으로 《팔사유고》가 전한다.
- 배소흥 - 조선시대에 사헌부 지평을 지냈다.
- 배구운 - 조선시대에 사헌부 감찰을 지냈다.

- 배길랑  - 제14대 국회의원을 지냈다
- 배국환  - 기획재정부 제2차관을 지냈다.
- 배재정  - 제19대 국회의원을 지냈다.

## 과거 급제자
경주 배씨는 조선시대에 무과 급제자 12명을 배출하였다.
무과
배경도(裵景度) 배곤(裵袞) 배룡(裵龍) 배명후(裵命厚) 배산복(裵山福) 배업룡(裵業龍) 배천남(裵天男) 배필창(裵必昌) 배한흥(裵漢興) 배험련(裵險連) 배홍엽(裵弘燁) 배홍적(裵弘迪)
음관
배학채(裵學彩)

## 집성촌
- 서울특별시
- 경기도 성남시
- 경기도 평택시
- 경기도 안성시
- 경기도 화성시
- 인천광역시 강화군
- 강원특별자치도 원주시
- 경상북도 경주시
- 전북특별자치도 전주시

충청북도 영동군

## 항렬자
- 처사공파 (중시조로 1세)

| \| 15세 \| 16세 \| 17세 \| 18세 \| 19세 \| 20세 \| 21세 \| 22세 \| 23세 \| 24세 \| 25세 \| \| ------------- \| ------------- \| ------------- \| -------- \| ------ \| ----------------- \| ------ \| -------- \| ------ \| -------- \| ------ \| \| 찬(燦) 종(種) \| 기(基) 식(埴) \| 호(鎬) 경(鏡) \| 口수(洙) \| 상(相) \| 口희(熙) 口열(烈) \| 재(在) \| 口종(鐘) \| 한(漢) \| 口병(柄) \| 현(炫) \| 1. |               |               |          |        |                   |        |          |        |          |        |
| 15세 | 16세          | 17세          | 18세     | 19세   | 20세              | 21세   | 22세     | 23세   | 24세     | 25세   |
| 찬(燦) 종(種) | 기(基) 식(埴) | 호(鎬) 경(鏡) | 口수(洙) | 상(相) | 口희(熙) 口열(烈) | 재(在) | 口종(鐘) | 한(漢) | 口병(柄) | 현(炫) |